# توم باركر بولز
توم باركر بولز (بالإنجليزية: Tom Parker Bowles)‏ هو محرر بريطاني، ولد في 18 ديسمبر 1974 في لندن في المملكة المتحدة.
وهو ابن كاميلا ، ملكة المملكة المتحدة القرينة ، ووالده هو أندرو باركر بولز. زوج والدته هو الملك تشارلز الثالث. لديه أخت واحدة صغيرة ، لورا لوبيز.
باركر بولز هو مؤلف سبعة كتب طبخ ، وفي عام 2010 ، فاز بجائزة Guild of Food Writers 2010 عن كتاباته عن الطعام البريطاني. وهو معروف بظهوره حكماً في العديد من المسلسلات الغذائية التلفزيونية ومراجعاته لوجبات المطاعم في جميع أنحاء المملكة المتحدة وخارجها لـ GQ و Esquire و The Mail on Sunday.

## وصلات خارجية
- توم باركر بولز على موقع IMDb (الإنجليزية)
- توم باركر بولز على موقع قاعدة بيانات الفيلم (الإنجليزية)